# Aerangis thomsonii
Aerangis thomsonii es una orquídea epífita originaria de África.

## Distribución y hábitat
Se encuentra  en Etiopía, Kenia, Uganda y Tanzania en las tierras altas en los bosques en troncos y ramas en alturas de 1600 a 3000 m s. n. m.

## Descripción
Es una planta pequeña de tamaño que prefiere clima fresco a frío, es epífita, se encuentra en la sombra y alta humedad con un corto a largo tallo leñoso que tiene de varias a 20 hojas de color verde oscuro, liguladas, con ápice bi-lobulado de manera desigual. Florece  en una inflorescencia arqueada de 30 cm de largo, con 4 a 10 flores de color blanco que tienen 6.25 cm de ancho. La floración se produce en otoño.

## Cultivo
Las plantas se cultivan mejor colgadas en cestas. Normalmente requieren de iluminación moderada y temperaturas frescas o frías.  Si se encuentran colgadas las raíces deben ser regadas con frecuencia.  Las plantas deben ser cultivadas en medios que estén bien drenados, como fibras de helechos (para plantas pequeñas), y varias piezas gruesas de corteza de abeto, o musgo arborescente.

## Taxonomía
Aerangis thomsonii fue descrita por (Rolfe) Schltr. y publicado en Beihefte zum Botanischen Centralblatt 36: 121. 1918.
Etimología
El nombre del género Aerangis procede de las palabras griegas: aer = (aire) y angos = (urna), en referencia a la forma del labelo.
thomsonii: epíteto otorgado en honor de Thomson (misionero inglés en el oeste de África en los años 1800-1900)"
Sinonimia
- Angraecum thomsonii Rolfe
- Aerangis friesiorum Schltr. 1924[1][4][5]